# Wickroggen
Als Wickroggen wird ein Gemisch aus winterhartem Roggen („Winterroggen“, Secale cereale) und Zottelwicke (Vicia villosa) benannt. Es dient in der Landwirtschaft in gemäßigten Breiten als Zwischenfrucht im Winter zum Verfüttern an Rinder und zur Biogasproduktion.

## Eigenschaften
In der ökologischen Landwirtschaft wird Wickroggen wegen der guten Unkrautunterdrückung geschätzt. Damit können Pflanzenschutzmittel eingespart werden. Der Zwischenfruchtbau des Wickroggens erfolgt meist als Stoppelsaat nach der Ernte der Hauptfrucht und anschließender nicht wendender Bodenbearbeitung. 
Wickroggen fördert Insekten durch ein hohes Blütenangebot. Der Anteil an Wicken, eine Leguminose, bindet durch Symbiose mit Knöllchenbakterien in den Wurzeln Stickstoff aus der Luft und steigert die Bodenfruchtbarkeit. Damit kann Kunstdünger eingespart werden. 
Wickroggen eignet sich als Substrat für die Biogasproduktion. Wegen des erst geringen Cellulosegehalts bei der Ernte zur Biogasproduktion ist er, anders als beispielsweise das Stroh des reifen Roggens, im Biogas-Fermenter gut verwendbar.